# Gogo (G.10) jezici
Gogo (G.10) jezici, malena skupina nigersko-kongoanskih jezika iz skupine centralnih bantu jezika u zoni G u Tanzaniji. Predstavnici su (2): 
- gogo ili chigogo [gog], 1.440.000 (2006).
- kagulu ili chikagulu [kki]; 241.000 (2006 M. Petzell).

## Vanjske poveznice
- Ethnologue (14th)
- Ethnologue (15th)